# Kamran Əliyev
Kamran Qurban oğlu Əliyev (russisch Камран Гурбанович Алиев Kamran Gurbanowitsch Alijew; * 15. Oktober 1998 in Baku) ist ein aserbaidschanisch-russischer Fußballspieler.

## Karriere

### Verein
Əliyev begann seine Karriere beim FK Chimki. Im Mai 2017 debütierte er gegen den PFK Sokol Saratow für die Profis von Chimki in der zweitklassigen Perwenstwo FNL. In der Saison 2016/17 kam er insgesamt zu zwei Einsätzen. In der Spielzeit 2017/18 absolvierte der Stürmer zehn Zweitligapartien. In der Saison 2018/19 gelang ihm schließlich der Durchbruch bei Chimki; in jener Saison kam er zu 32 Einsätzen, in denen er sechs Tore erzielte. In der Saison 2019/20 absolvierte er bis zum Saisonabbruch 25 Zweitligapartien, in denen er acht Tore erzielte. Mit Chimki stieg er zu Saisonende in die Premjer-Liga auf.
Nach dem Aufstieg debütierte Əliyev im August 2020 gegen ZSKA Moskau in der höchsten russischen Spielklasse. Bis Saisonende kam er zu elf Einsätzen in der Premjer-Liga. Im September 2021 wurde er an den Zweitligisten FK SKA-Chabarowsk verliehen.

### Nationalmannschaft
Əliyev spielte 2018 für die aserbaidschanische U-20-Auswahl.